# 29 грудня
29 грудня — 363-й день року (364-й у високосні роки) в григоріанському календарі. До кінця року залишається 2 дні.

## Свята і пам'ятні дні

### Національні
- Україна: День інформаційно-медійних структур Міністерства оборони України та Збройних Сил України.
- Ірландія: День Конституції.
- США: Кванзаа (четвертий день).

### Релігійні

#### Західне християнство
- П'ятий день із Дванадцяти Днів Різдва;
- Пам'ять святих Давида, Ебрульфа Ушського[en], Йонатана, Томаса Бекета та Трофима Арльського[en].

#### Східне християнство[1]
- Пам'ять святих 14,000 немовлят, яких Ірод убив у Витлеємі;
- Пам'ять преподобного Маркела, ігумена обителі «Невсипущих»;
- Пам'ять преподобного гробокопача Марка Печерника, Теофіла Сльозоточивого та Йоана Богоугодного;
- Пам'ять преподобних Йова Манявського, Тадея Студійського та Лаврентія Чернігівського.

## Іменини
✝  Католицькі: Давид, Ебрульф, Йонатан, Томас, Трофим.
✙ Православні: Іван, Йов, Марко, Маркел, Марк, Тадей, Лаврентій, Теофіл.

## Події
- 1845 — Через 9 років після проголошення незалежності від Мексики Республіка Техас вступила як 28-й штат до складу США, що стало причиною початку війни між США та Мексикою.
- 1891 — Томас Едісон запатентував радіо.
- 1911 — Ігор Сікорський на літаку власної конструкції С-6 встановив світовий рекорд швидкості польоту з двома пасажирами — 111 км/год.
- 1937 — Набула чинності конституція Ірландії. Ірландська Вільна держава отримала офіційну назву «Ейре».
- 1940 — Лондон зазнав найпотужнішого за весь час 2-ї Світової війни нальоту німецьких бомбардувальників.
- 1958 — З Карного кодексу СРСР виключено поняття «ворог народу».
- 1964 — Поставлено під промислове навантаження перший турбогенератор Київської ГЕС.
- 1989 — Федеральні збори Чехословаччини одноголосно обрали письменника та дисидента Вацлава Гавела президентом країни.
- 1991 — Незалежність України визнала Народна Республіка Бангладеш.
- 1992 — Міністерство юстиції України зареєструвало Українську скаутську організацію «Пласт».
- 1995 — Відкриття метрополітену у Дніпропетровську.
- 1996 — У Гватемалі закінчилася 36-річна громадянська війна.
- 1998 — Червоні кхмери в Камбоджі попросили вибачення за геноцид 1970-х років, у якому загинуло близько мільйона людей.
- 1999 — Конституційний Суд України визнав, що смертна кара суперечить Конституції України
- 2008 — Почалася нова «газова війна» Росії проти України
- 2023 — масований ракетний обстріл України, найбільший від початку повномасштабного російського вторгнення

## Народились
Дивись також Категорія:Народились 29 грудня
- 1709 — Єлизавета, російська імператриця, дочка Петра I.
- 1721 — Жанна-Антуанетта Пуассон, маркіза де Помпадур, фаворитка французького короля Людовика XV.
- 1766 — Чарльз Макінтош, шотландський хімік, винахідник просоченої гумою тканини (1823); його іменем було названо плащі, що виготовлялись з подібної тканини. Помер 25.07.1843.
- 1788 — Християн Юргенсен Томсен, данський археолог.
- 1800 — Чарльз Нельсон Гуд'їр, американський інженер, винахідник процесу вулканізації гуми.
- 1808 — Ендрю Джонсон, 17 Президент США (1865-1869).
- 1875 — Микола Стражеско, український терапевт.
- 1876 — Пабло Касальс, іспанський віолончеліст, композитор і диригент.
- 1877 — Данило Щербаківський, український мистецтвознавець, музейник, вчений секретар та академік Української державної академії мистецтв. Помер 06.06.1927.
- 1891 — Володимир Симиренко, український учений-садівник, селекціонер, помолог, один із перших агроекологів (розстріляний у вересні 1938).
- 1893 — Роберт Лісовський, український художник-графік, послідовник Михайла Бойчука і Георгія Нарбута. Автор емблеми ОУН «Тризуб з мечем».
- 1896 — Хосе Давид Альфаро Сікейрос, мексиканський художник-монументаліст.
- 1906 — Сергій Корольов, український конструктор ракетно-космічних систем.
- 1922 — Володимир Югай, український живописець, заслужений художник УРСР (1976).
- 1970 — Григорій Місютін, український гімнаст, чемпіон світу.
- 1972 — Джуд Лоу, британський актор театру та кіно («Талановитий містер Ріплі», «Холодна гора», «Близькість»).
- 1972 — Євген Нищук, український актор театру і кіно. Міністр культури України.
- 1979 — Андрій Котельник, український боксер, срібний призер Олімпійських ігор (2000).

## Померли

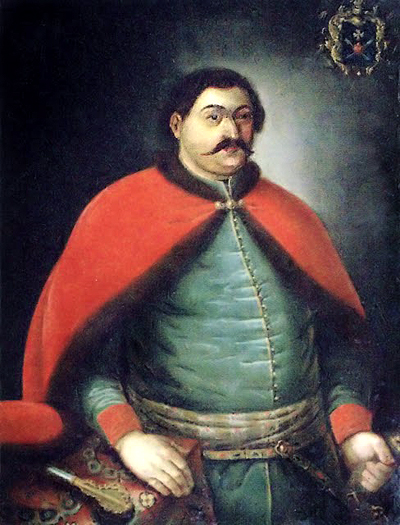
Портрет Полуботка

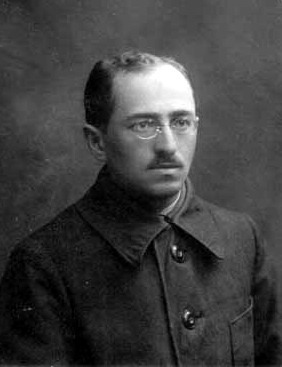
Броніслав Тарашкевич

Данило Лідер

Богдана Світлик

Дивись також Категорія:Померли 29 грудня
- 1724 — Павло Полуботок, наказний гетьман Лівобережної України (помер у Петропавлівській в'язниці Санкт-Петербургу).
- 1825 — Жак-Луї Давид, французький маляр, активний діяч французької революції, придворний художник Наполеона Бонапарта (помер у вигнанні в Брюсселі).
- 1924 — Карл Шпіттелер, швейцарський поет, лауреат Нобелівської премії з літератури 1919 року.
- 1926 — Райнер Марія Рільке, австрійський поет і прозаїк, видатний представник символізму та містично-релігійного напрямку в літературі.
- 1929 — Вільгельм Майбах, німецький інженер та підприємець, конструктор першого «Мерседеса». Засновник фірми Maybach.
- 1938 — Броніслав Тарашкевич, білоруський політичний діяч, один з укладачів орфографії білоруської мови (тарашкевиці). Репресований.
- 1948 — Богдана Світлик-Литвинко-«Ясна», письменниця, член ОУН (з 1931), в'язень польської тюрми «Бриґідки», керівник Львівського міського жіночого проводу ОУН, член редакції підпільних видань ОУН та УГВР
- 1952 — Іван Кочерга, український драматург («Ярослав Мудрий», «Годинникар і курка», «Свіччине весілля»).
- 1952 — Олександра Скоропадська, дружина Гетьмана Української Держави Павла Скоропадського.
- 1967 — Пол Семюел Вайтмен, американський композитор, керівник оркестру.
- 1981 — Мирослав Крлежа, видатний хорватський письменник та драматург.
- 1986 — Андрій Тарковський, радянський актор, кінорежисер і сценарист.
- 1993 — Фрунзик Мкртчян, видатний радянський актор театру і кіно.
- 2002 — Данило Лідер, видатний український художник-сценограф, педагог.
- 2004 — Джульєс Аксельрод, американський біохімік та фармаколог. Лауреат Нобелівської премії з фізіології або медицини.
- 2008 — Фредді Габбард, американський джазовий трубач.
- 2013 — Войцех Кіляр, польський композитор. Майстер саундтреків.
- 2019 — Аласдер Ґрей, шотландський письменник, драматург, поет, художник, ілюстратор, викладач.
- 2020 — П'єр Карден, модельєр, кутюр'є, один із першовідкривачів стилю «унісекс».
- 2022 — Пеле, бразильський футболіст, нападник — єдиний футболіст у світі, який тричі ставав чемпіоном світу як гравець (в 1958, 1962 і 1970 роках).
- 2024 – Джиммі Картер, 39-й Президент США в 1977–1981 роках.